# Amore ribelle
Amore ribelle (The Heartbreak Kid) è un film australiano del 1993, diretto da Michael Jenkins.

## Trama
Cristina è una giovane insegnante di origine greca di 22 anni emigrata in Australia. Nella sua classe conosce Nick, 17 anni, anche lui di origina greca. Nick ha difficoltà ad inserirsi nell'ambiente ed ha una passione per il calcio. Cristina lo prende a ben volere e tra i due nasce una reciproca simpatia. Il giovane allievo fa una corte tenera e pressante alla sua insegnante che piano piano si innamora. La relazione tra i due rimane a lungo nascosta, ma alla fine la situazione degenera e la giovane insegnante manda all'aria il suo matrimonio e decide di trasferirsi in America lasciando la sua famiglia. Prima di partire corre a salutare il suo allievo che si allena in un campo di calcio. Alle rimostranze di Nick per la sua partenza, Cristina promette di ritrovarsi in quello stesso posto dopo due anni.